# مرتضی محفوظی
مرتضی محفوظی (زادهٔ ۲۶ نوامبر ۱۹۸۶) بازیکن فوتبال اهل ایران است.
وی در باشگاه فوتبال آلومینیوم اراک، باشگاه فوتبال گسترش فولاد تبریز، باشگاه فوتبال شهرداری تبریز و باشگاه فوتبال نیروی زمینی تهران بازی کرده است.